# Aquileia
Aquileia é uma comuna italiana da região de Friuli-Venezia Giulia, província de Udine, com cerca de 3.330 habitantes. Estende-se por uma área de 36 km², tendo uma densidade populacional de 93 hab/km². Faz fronteira com Fiumicello, Grado (GO), Terzo d'Aquileia, Villa Vicentina.

## Demografia
| Variação demográfica do município entre 1861 e 2011                               |
|                                                                                   |
| Fonte: Istituto Nazionale di Statistica (ISTAT) - Elaboração gráfica da Wikipedia |